# Зооніміка
Зооніміка - наука про зооніми, власні імена (клички) тварин, одна з наймолодших областей ономастики.
Зооніми – імена різних тварин та птахів – традиційно розглядаються як особлива складова ономастичного простору зі своїми традиціями, які варіюють в значному діапазоні в різних народів і в різні епохи. Зоонімія як галузь ономастики в українській мові залишається сьогодні малодослідженою, незважаючи на те що була об’єктом наукових зацікавлень протягом ХІХ - ХХІ століть. Вивчення кличок тварин, зокрема в межах таких підкласів власних назв, як кіноніми, феліноніми, гіпоніми тощо, виявлення специфічних особливостей їхньої номінації та словотворення, упорядкування термінології, укладання відповідних словників значною мірою сприятиме глибшому опрацюванню та внормуванню системи української зоонімії.
Вперше термін зоонім (від гр. Ξωον - тварина і ονυμα - ім'я) з'явився в мовознавстві  у 60-х рр. В останні десятиліття інтерес до зоонімов, в яких досить своєрідно проявляється ономастична творчість людини, значно посилився. Раніше  Вже були опубліковані спостереження про власнимі імена собак, коней, корів. Мотивованість зоонімів є проблемною зоною, бо для її розуміння часто необхідно отримати інформацію в людини, що генерує власну назву тварини, щодо витоків останньої.

## Класифікація зоонімії
У літературі представлено дві класифікації. З першою класифікацією зоонімія поділяється на:
- рурозоонімію(досліджує власні імена тварин, що живуть у сільському середовищі);
- літературну зоонімію (предметом якої є власні імена кімнатних тварин, що живуть у міському середовищі);
- урбозоонімію (предметом якої є власні імена кімнатних тварин, що живуть у міському середовищі);>
- зоонімію зоологічних парків (займається власними іменами тварин, що живуть у зоологічних парка) .
- літературна зоонімія (вивчає власні імена тварин,що функціонують у літературі)

Друга відрізняється тим, що зараховує зоонімію зоологічних парків до урбозоонімії , з чим не обов’язково можна було б погодитися, з огляду на те, що зоологічні парки мають власні правила щодо називання тварин.
Дискусії викликає також класифікація власних імен породистих котів і собак, перелік котрих ведуть товариства кінологів, а також скакових коней. Назви скакових коней, так само, як і назви породистих котів і собак, занесені до архівів, чого не можна сказати про власні імена сільських або так званих “кімнатних” тварин, що живуть у міському середовищі.

## Історія
Зоонімія як галузь ономастики в українській мові залишається сьогодні малодослідженою, незважаючи на те що була об’єктом наукових зацікавлень протягом ХІХ - ХХІ століть. Вивчення кличок тварин, зокрема в межах таких підкласів власних назв, як кіноніми, феліноніми, гіпоніми тощо, виявлення специфічних особливостей їхньої номінації та словотворення, упорядкування термінології, укладання відповідних словників значною мірою сприятиме глибшому опрацюванню та внормуванню системи української зоонімії.
Першою вітчизняною робою в зооніміці  була стаття відомого тюрколога Дмитрієва Миколи Констянтиновича . В ній були проаналізовані клички собак за матеріалами лінгвістично-фольклорної експедиції  АН СССР 1928 року.У зоонімічних дослідженнях останніх років почали з’являтися видові терміни: для назв коней, гіпонімів (від гр. Hippos - кінь), собак - кінонімів (від гр. Kyon / gen. Kynos - собака), котів - фелінонімів (від лат. Felis - кіт).

## Особливості вживання зоонімів
Зооніми мають низку суттєвих відмінностей від антропонімів. Імена людей зазвичай виражаються іменниками, а значна частина кличок тварини представлена обґрунтованими прикметниками: Великий, Швидкий, Веселий (коні). А серед прізвиськ собак є слова дієслівного походження: Rush, Guess, Grab, Alarm, Ring, яких немає в інших класах ономастичної лексики.
Вживання дієслів у ролі кличок обов’язково супроводжується їх обґрунтуванням.У розвитку зоонімії спостерігається чітка тенденція до відокремлення в особливий клас власних імен.Підтвердженням цього можуть бути діалектичні імена Бурух, Зімік, Ігренюха, Карюха та Туган. Є зооніми , які не відомі іншим класам імен не лише за оригінальністю суфіксу, а й через специфіку в деяких випадках навіть кореневих морфів.
На думку А. В. Суперської, зоонімічна лексика в діалекті утворює відносно незалежну "регіональну ономастичну систему". Зоонім відображає історію стосунків людини з домашніми тваринами. Спостереження щодо зоонімів свідчать про те, що цей тип власного імені вже став окремим класом ономастичної лексики і заслуговує на подальше вивчення.